# Hafellia procellarum
Hafellia procellarum är en lavart som först beskrevs av A. Massal., och fick sitt nu gällande namn av H. Mayrhofer & Sheard. Hafellia procellarum ingår i släktet Hafellia och familjen Physciaceae.   Inga underarter finns listade i Catalogue of Life.